# 都道府県民の日
都道府県民の日（とどうふけんみんのひ、英: prefectural citizens' day）は、都道府県が1年のうちの特定の日（専ら1日）を記念日として主に条例によって定めた日である。総じて県民の日と通称される。個々の具体的名称はそれぞれ異なる（県民の日、ふるさとの日等）。
現行の都、道及び県（法人格を継承した前身を含む）が成立した暦日が選定されることが多いが、その場合であっても、具体的に1年のうち何時の日であるかは各都道県の歴史により異なるため、国民の祝日のような全国一律の日でない。また、国民の祝日の場合と異なり、必ずしも県庁が閉庁となるものでない。
都道府県民の日にあたる記念日が存在しない府県もある。

## 各都道県の日とその名称
| 都道府県 | 月日     | 名称                            | 由来 | 制定年 | 関連法規                                  |
| -------- | -------- | ------------------------------- | --- | ------ | ----------------------------------------- |
| 北海道   | 7月17日  | 北海道みんなの日 （道みんの日） | 1869年7月17日（旧暦）、松浦武四郎が蝦夷地に替わって「北加伊道」の名称を明治政府に提案したことに由来。           | 2017年 | 北海道みんなの日条例                      |
| 秋田県   | 8月29日  | 県の記念日                      | 1871年8月29日、廃藩置県で秋田県が誕生したことに由来。                                                           | 1965年 | 「県の記念日」を定める条例が不存在        |
| 福島県   | 8月21日  | 福島県民の日                    | 1876年8月21日、若松県・旧福島県・磐前県の3県が合併されて、現在の福島県が誕生したことに由来。                    | 1997年 | 福島県民の日条例 福島県民の日条例施行規則 |
| 茨城県   | 11月13日 | 県民の日 （茨城県民の日）       | 1871年11月13日（旧暦）、廃藩置県の際に初めて茨城県という名称が使われたことに由来。                              | 1968年 | 県民の日を定める条例                      |
| 栃木県   | 6月15日  | 県民の日                        | 1873年6月15日、旧栃木県と宇都宮県が合併され、ほぼ現在の栃木県の形が誕生したことに由来。                         | 1985年 | 栃木県県民の日に関する条例                |
| 群馬県   | 10月28日 | 県民の日 （群馬県民の日）       | 1871年10月28日（旧暦）、廃藩置県で初めて群馬県という名称が使われたことに由来。                                  | 1985年 | 群馬県民の日を定める条例                  |
| 埼玉県   | 11月14日 | 県民の日 （埼玉県民の日）       | 1871年11月14日（旧暦）、廃藩置県で埼玉県が誕生したことに由来。                                                  | 1971年 | 県民の日を定める条例                      |
| 千葉県   | 6月15日  | 県民の日 （千葉県民の日）       | 1873年6月15日、木更津県と印旛県が合併されて、千葉県が誕生したことに由来。                                       | 1984年 | 県民の日を定める条例                      |
| 東京都   | 10月1日  | 都民の日                        | 1898年10月1日、東京市が誕生し市役所が設置されたことに由来。                                                     | 1952年 | 都民の日条例                              |
| 富山県   | 5月9日   | 県民ふるさとの日                | 1883年5月9日に石川県から分離して富山県が設置されたことに由来。                                                  | 2013年 | 県民ふるさとの日を定める条例              |
| 福井県   | 2月7日   | ふるさとの日                    | 1881年2月7日、石川県・滋賀県から分離して福井県が設置されたことに由来。                                          | 1982年 | ふるさとの日に関する条例                  |
| 山梨県   | 11月20日 | 県民の日 （山梨県民の日）       | 1871年11月20日（旧暦）、甲府県が山梨県に改称されたことに由来。                                                  | 1986年 | 県民の日条例                              |
| 静岡県   | 8月21日  | 県民の日                        | 1876年8月21日、旧静岡県と浜松県が合併され、現在の静岡県が誕生したことに由来。                                   | 1996年 | 静岡県県民の日条例                        |
| 愛知県   | 11月27日 | あいち県民の日                  | 1872年11月27日（旧暦）、旧愛知県（名古屋県が改称）と額田県が合併され、現在の愛知県が誕生したことに由来。        | 2022年 | あいち県民の日条例                        |
| 三重県   | 4月18日  | 県民の日                        | 1876年4月18日、安濃津県と度会県が合併され、現在の三重県が誕生したことに由来。                                   | 1976年 | 県民の日条例                              |
| 和歌山県 | 11月22日 | ふるさと誕生日                  | 1871年11月22日（旧暦）、和歌山県の現在の県域が定まったことに由来。                                              | 1989年 | ふるさと誕生日条例                        |
| 鳥取県   | 9月12日  | とっとり県民の日                | 1876年に島根県に編入されて消滅した鳥取県が、1881年9月12日に再び分離独立して、現在の鳥取県が誕生したことに由来。 | 1998年 | とっとり県民の日条例                      |
| 愛媛県   | 2月20日  | 県政発足記念日                  | 1873年2月20日、石鐵県と神山県が合併されて愛媛県が誕生したことに由来。                                           | 1973年 | 愛媛県政発足記念日知事表彰要綱            |
| 鹿児島県 | 7月14日  | 県民の日                        | 1871年7月14日（旧暦）、鹿児島県が誕生した廃藩置県布告の日に由来。明治維新百五十年記念。                         | 2018年 | 鹿児島県県民の日を定める条例              |

## 未制定府県の動向
京都府・大阪府は「府民の日」を、山形県・宮城県・神奈川県・新潟県・長野県・岐阜県・兵庫県・福岡県・沖縄県は「県民の日」を設けていない。ただし、一部の県では制定に向けての動きや提言等がある。
- 神奈川県は「県民の日」を制定していない[31]が、神奈川県史上は1868年3月19日（旧暦）、横浜裁判所の設置を記念して、同日を「立庁記念日」としている[32]。
- 長野県は、1998年の長野オリンピック開催を記念し、開幕した2月7日が「オリンピックメモリアルデー」であるとされているが、これは日本青年会議所北信越地区長野ブロック協議会が長野オリンピック開催前の1997年9月、第28回会員大会において採択、制定したもの。長野県議会の場でも2月7日を「県民の日」に制定してはどうかとの提案が何度かなされたが、実現には至らなかった[33][34][35]。
- 大阪府は府民から府に対し、「大阪府の日」に関する提言が寄せられた[36]。
- 福岡県は県民の一体性や、郷土への愛着が既に高い域に達しているとの見方があるため、「県民の日」を制定していない[37]。
- 大分県は、1871年11月14日（旧暦）に日田県・杵築県・日出県・府内県・岡県・森県・臼杵県・佐伯県を統合して成立した[38]。大分県あすをつくる県民運動推進協議会は、その11月14日を「県民の日」に制定した。県も11月14日が「県民の日」であるとの認識は持っているが、当日を休日としたり、イベントを開催するといったことはしておらず、県民の関心も薄い[39]。

## 休日
首都圏
茨城県・群馬県・埼玉県・千葉県・東京都・山梨県では都県民の日に公立学校などが休日となる。これらの都県では、郷土愛を育み地域の魅力に触れる機会とすることを目的に休校措置をとっている。特に埼玉県民の日はJR東日本を除く県内の鉄道が乗り放題となる一日乗車券が発売され、遊園地・動物園等の入園料が無料になることから、外出する日として定着している。
その一方、関東地方でも栃木県民の日は休校とはならずに学校給食でデザート（主に地元のデザートなど）が出される日という扱いであり、神奈川県ではそもそも県民の日が制定されていない。ただし、横浜市では6月2日が開港記念日として関東他都県の都県民の日に準じた扱いとなる。
愛知県
愛知県では、11月21日から27日までの期間（「あいちウィーク」）のうち、土・日・祝日をのぞく任意の1日を学校や市町村がそれぞれに「県民の日学校ホリデー」に指定し、休業日としている。